# Lysicarpus angustifolius
Lysicarpus es un género monotípico de plantas perteneciente a la familia Myrtaceae. Su única especie: Lysicarpus angustifolius (Hook.) Druce, Rep. Bot. Exch. Club Brit. Isles 1916: 634 (1917), es originaria de  Queensland en Australia.

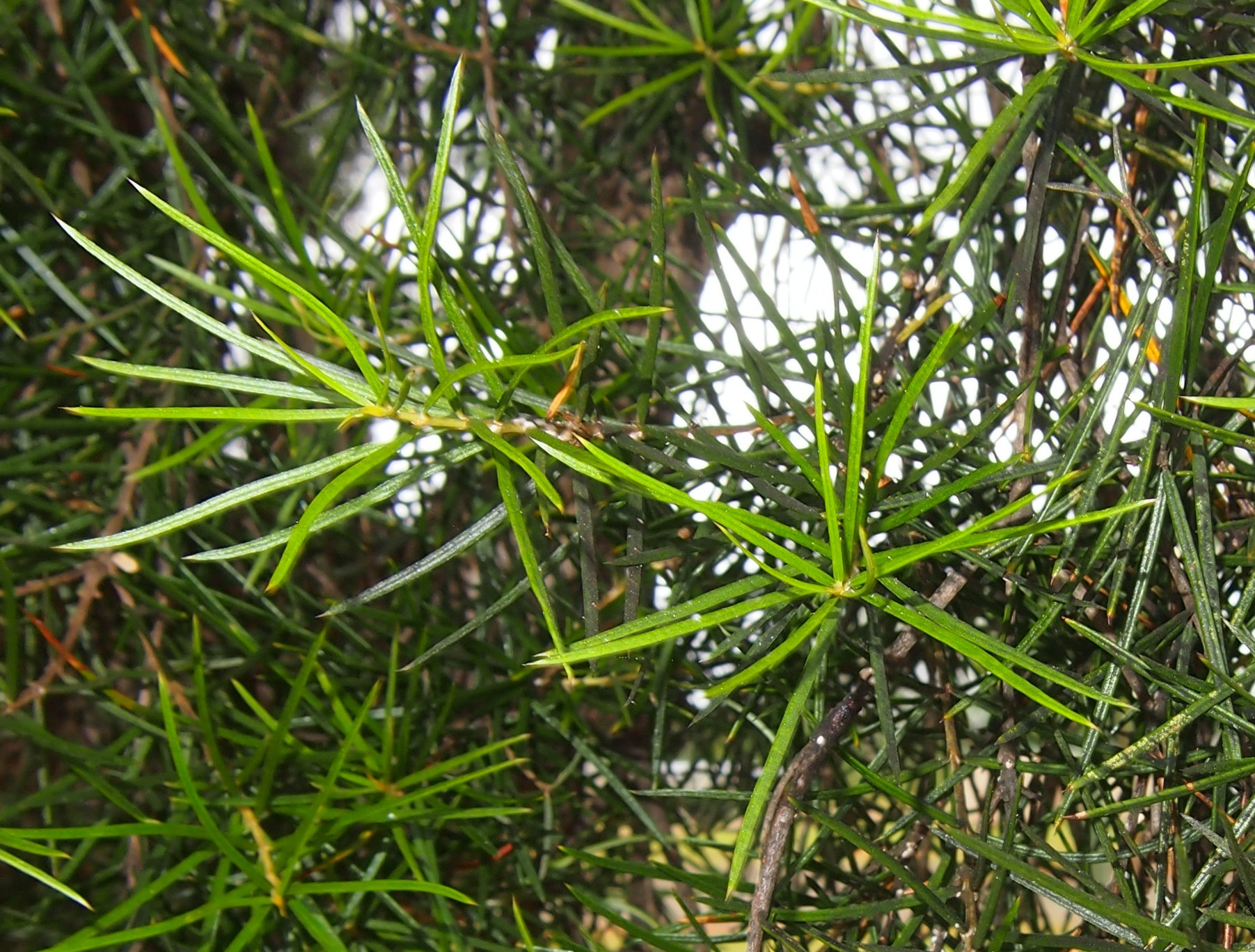
Vista de las hojas

## Taxonomía
Lysicarpus angustifolius fue descrita por (Hook.) Druce y publicado en The Botanical Exchange Club and Society of the British Isles Report for 1916, Suppl. 2 1917
Sinonimia
- Lysicarpus ternifolius F.Muell.
- Metrosideros ternifolia F.Muell.
- Nania ternifolia (F.Muell.) Kuntze
- Tristania angustifolia Hook.